# 世界參觀人數最多的美術館列表
本表列出英國《藝術報》（The Art Newspaper）發布的世界參觀人數最多的藝術博物館（包括任何形式展出藝術品的博物館）。不過，世界上像是倫敦自然史博物館在內的自然歷史和科學博物館並沒有被歸類屬於藝術範疇博物館，而北京故宫博物院（紫禁城）和法國歷史博物館（凡爾賽宮）等博物館在性質上則被視為非以博物館展示教育功能為主的名勝景點，由於陳列室散落各處宮殿，實際參觀展覽人數難以客觀衡量，所以也未收錄在本列表中。

## 圖集

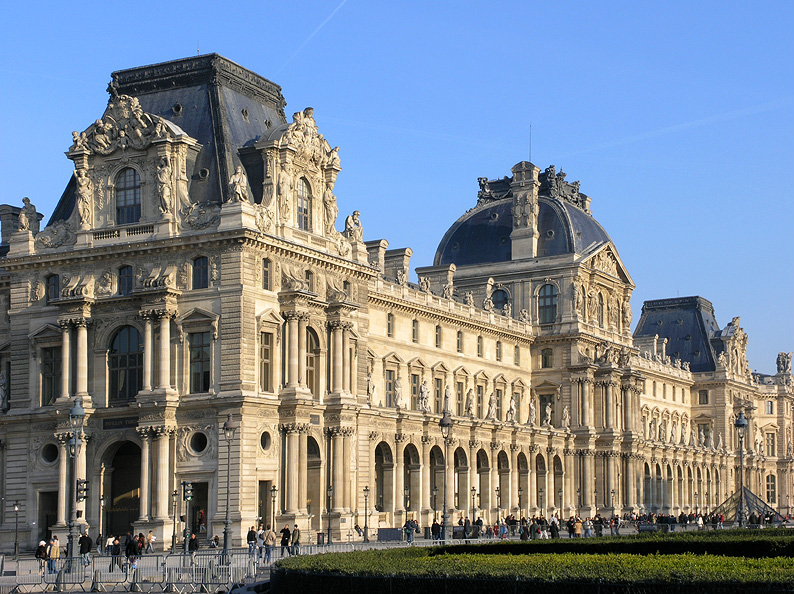
羅浮宮
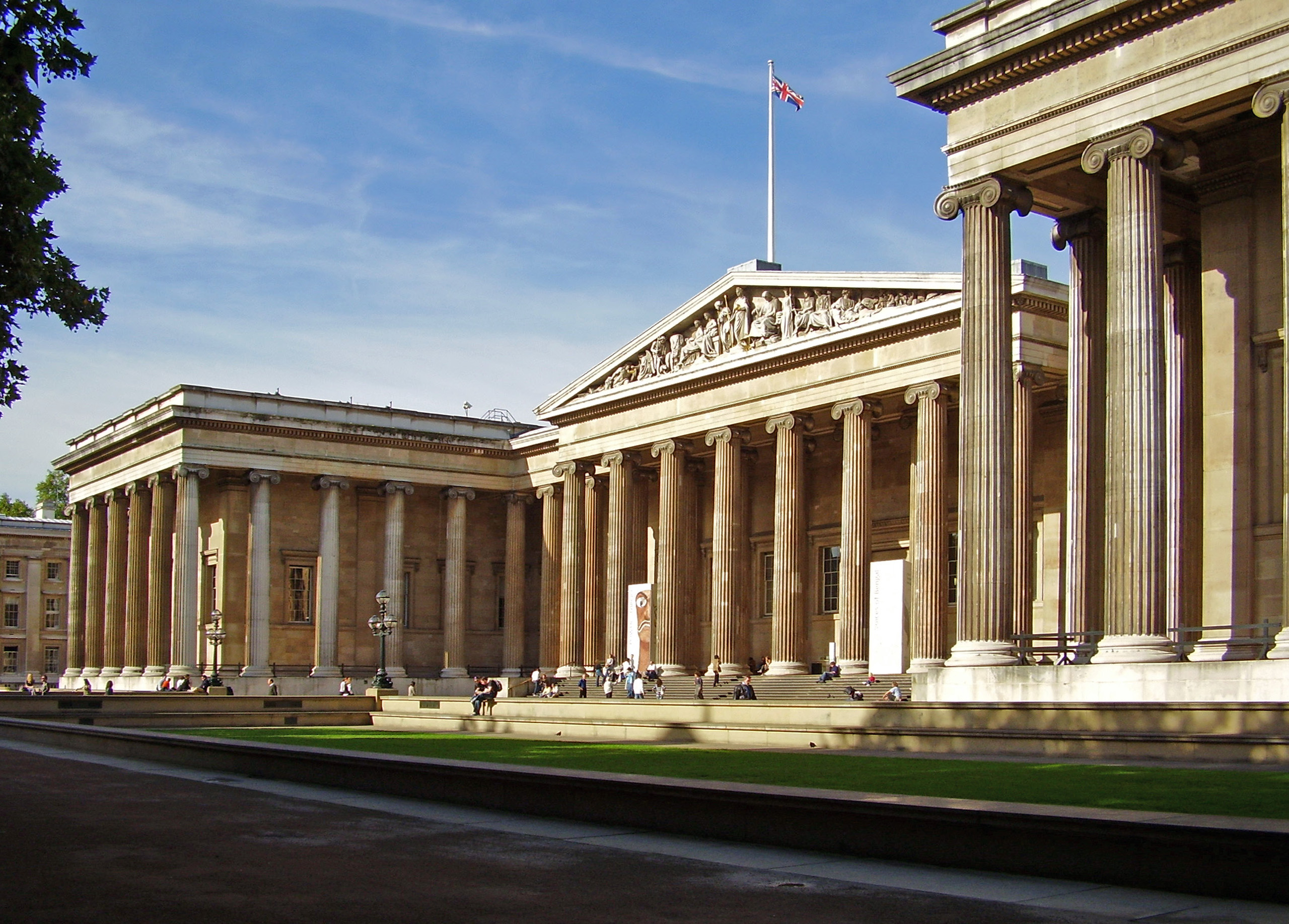
大英博物館
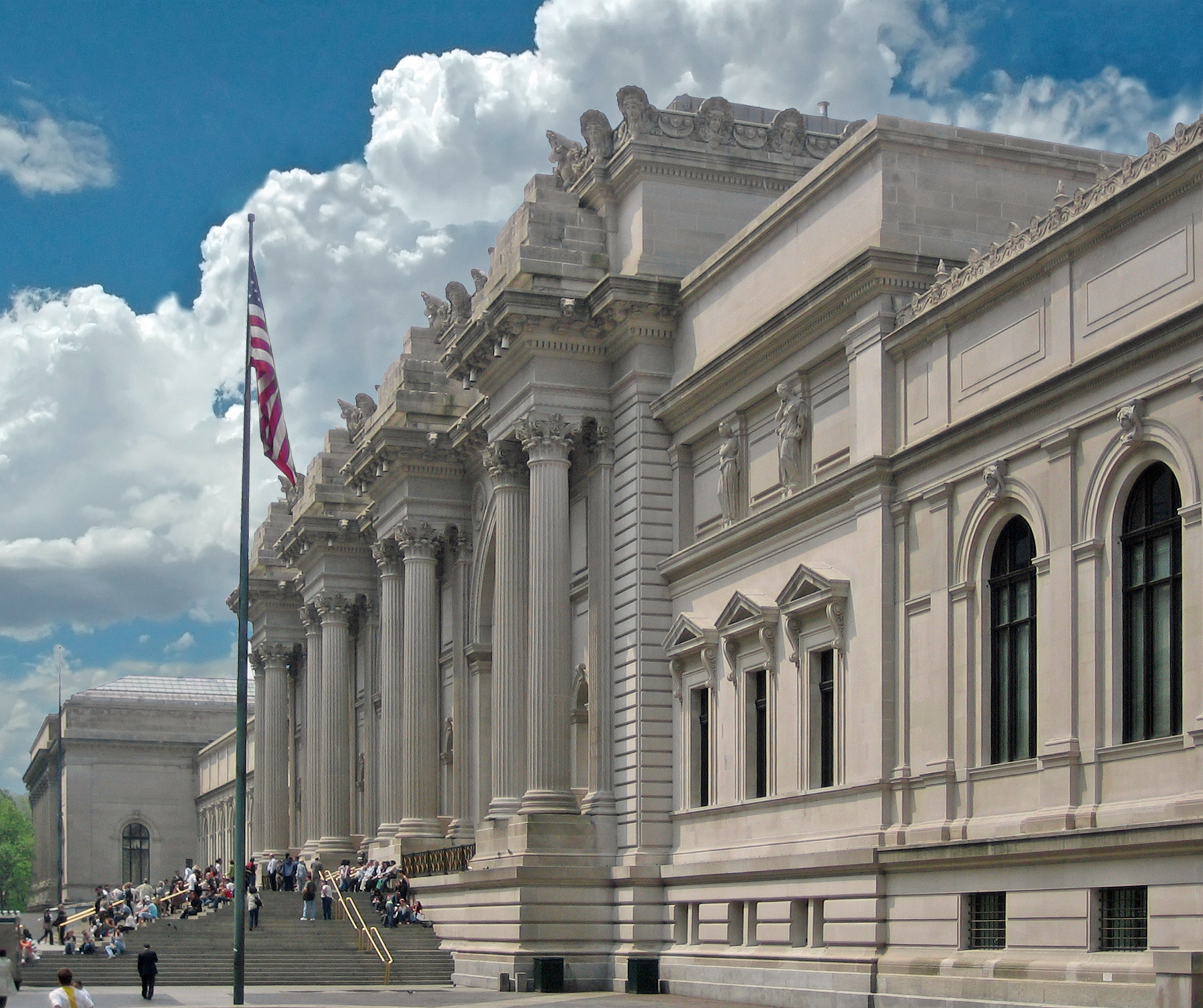
大都會藝術博物館
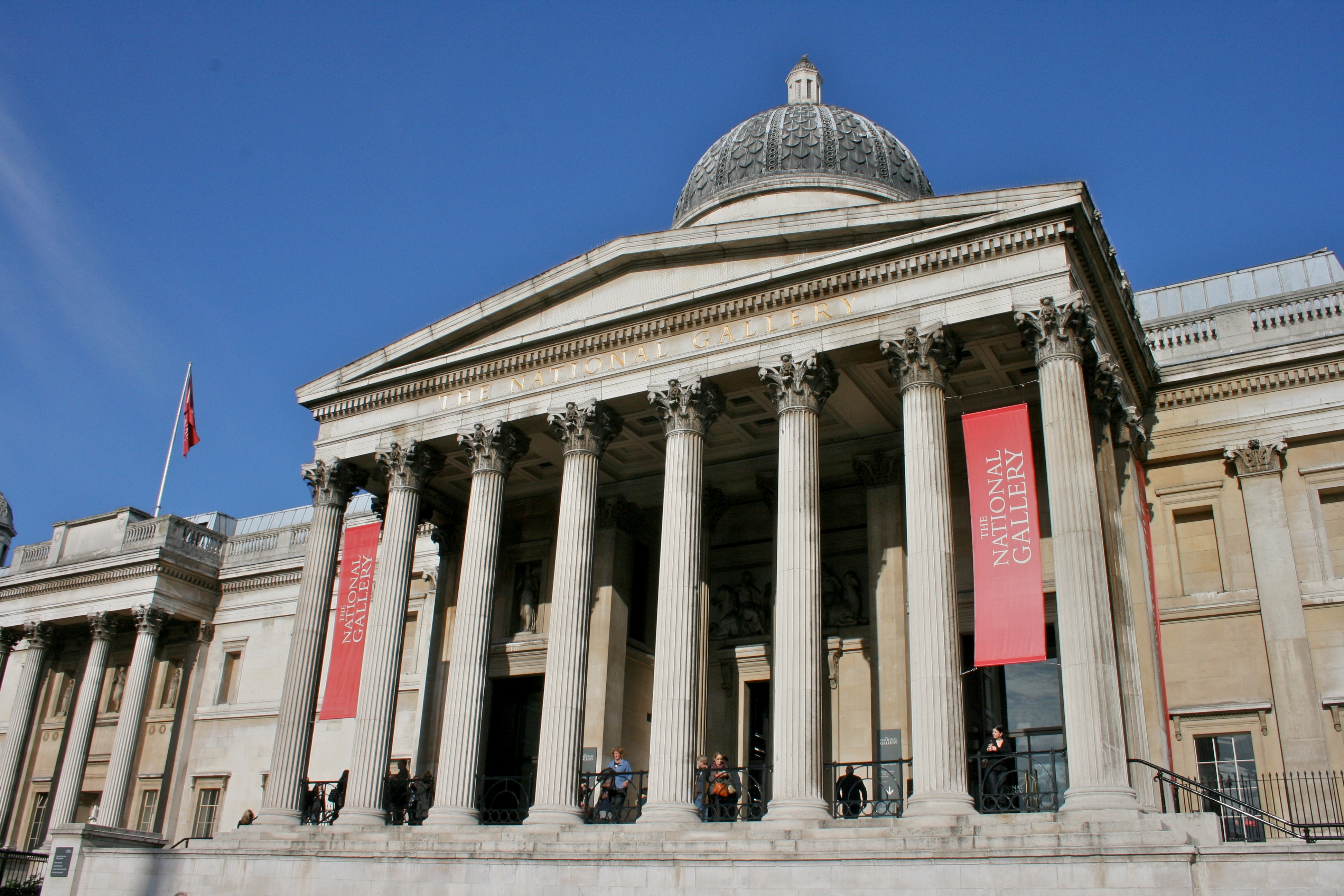
倫敦國家美術館
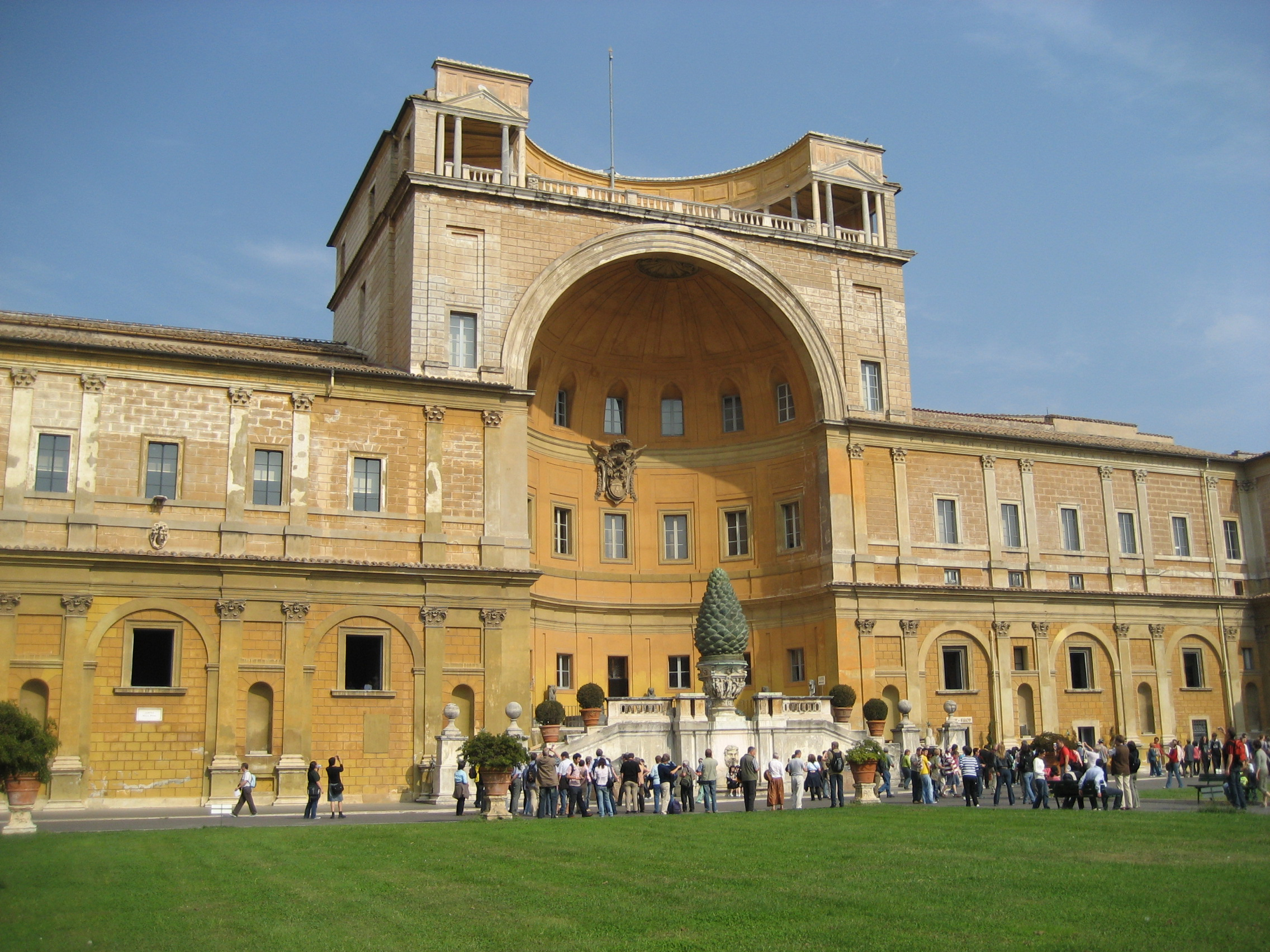
梵蒂岡博物館
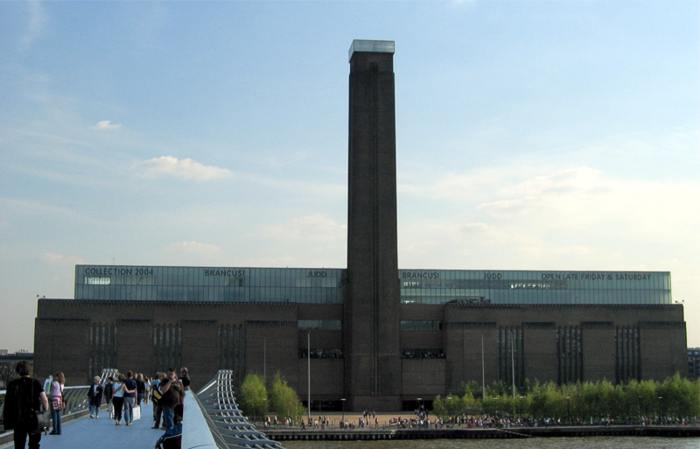
泰特現代藝術館
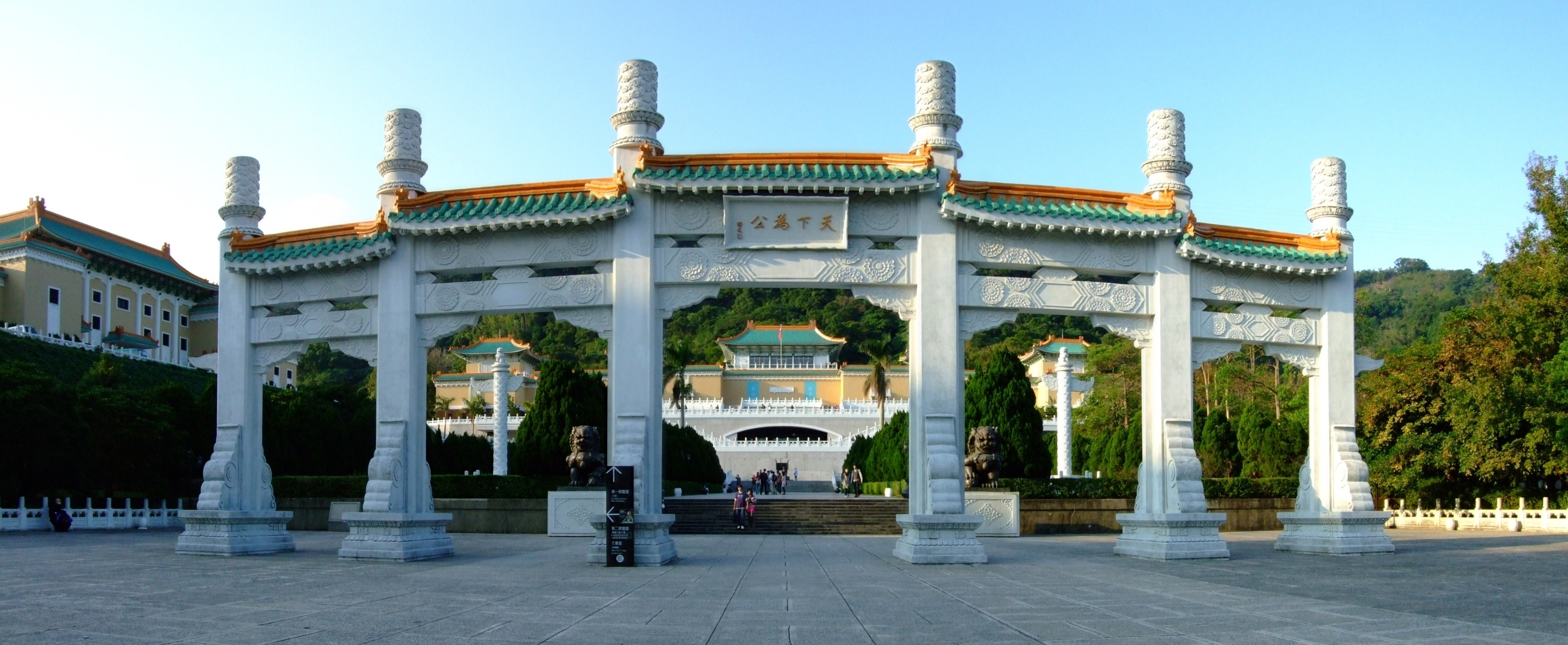
國立故宮博物院
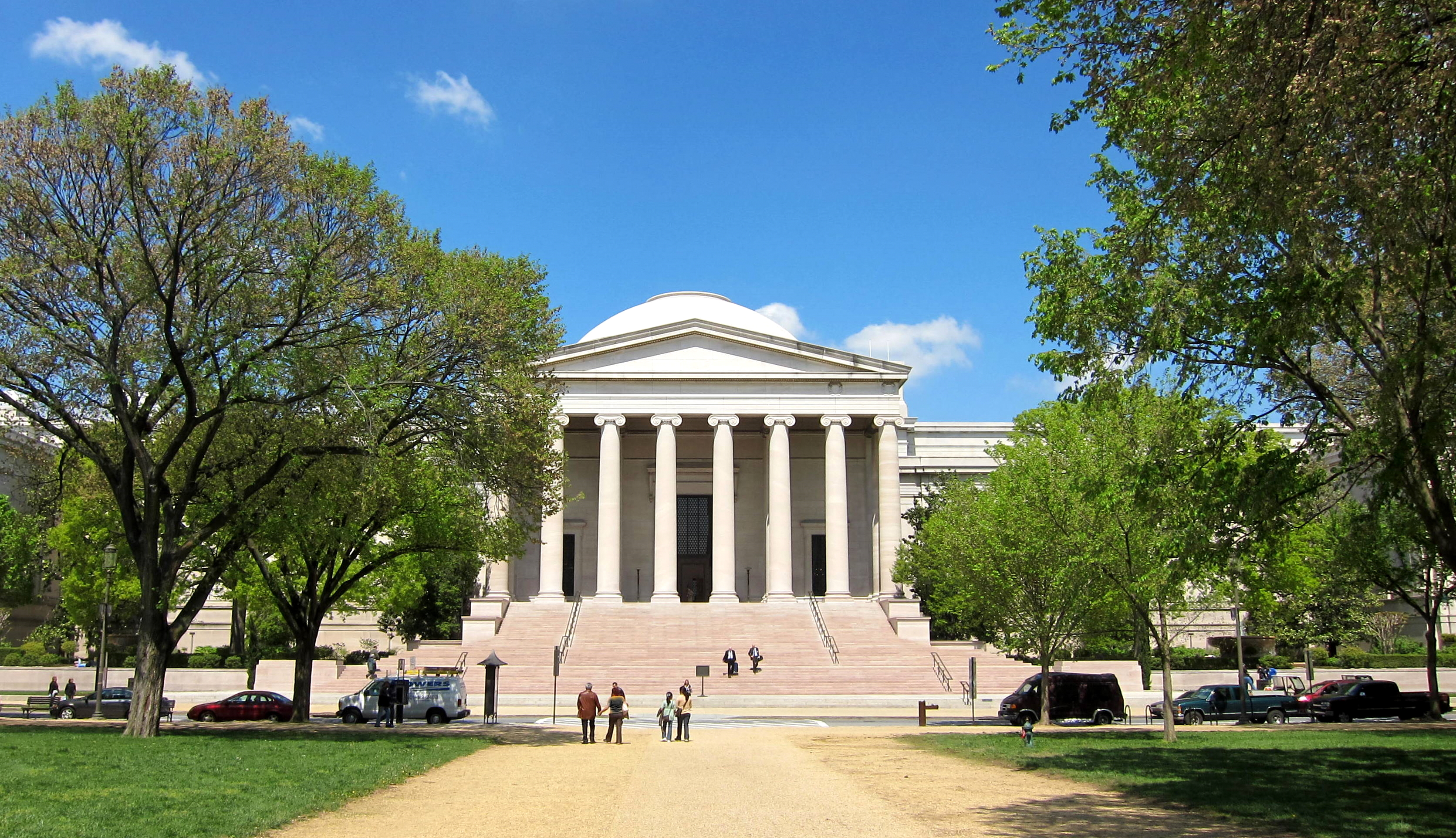
華盛頓國家藝廊
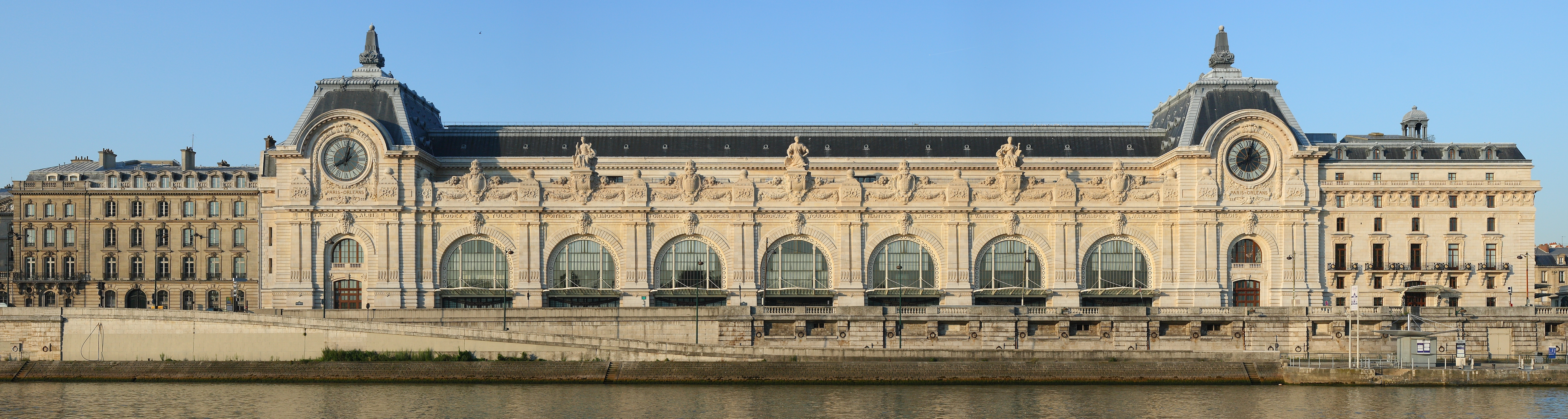
奧賽博物館
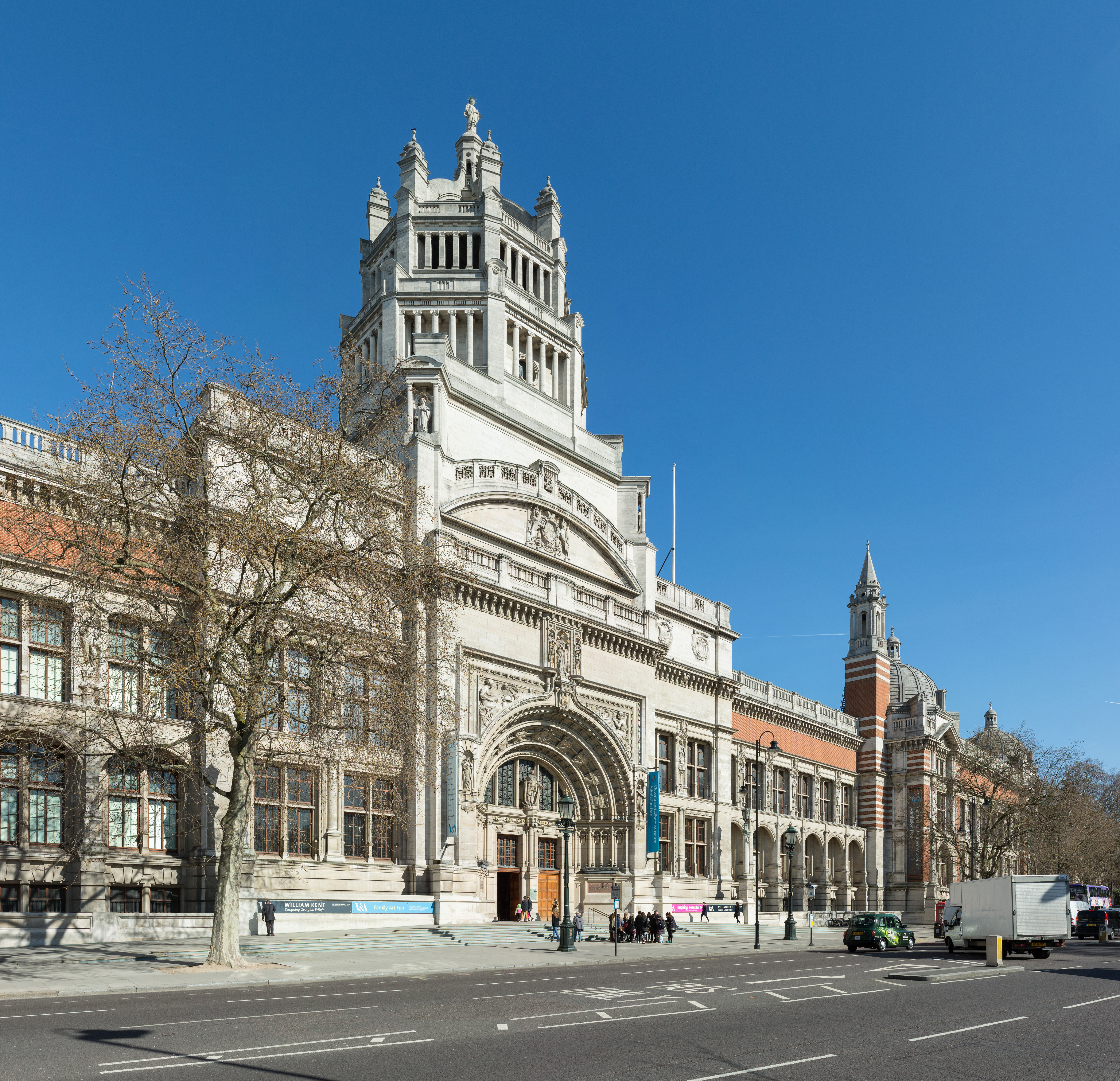
維多利亞與艾伯特博物館
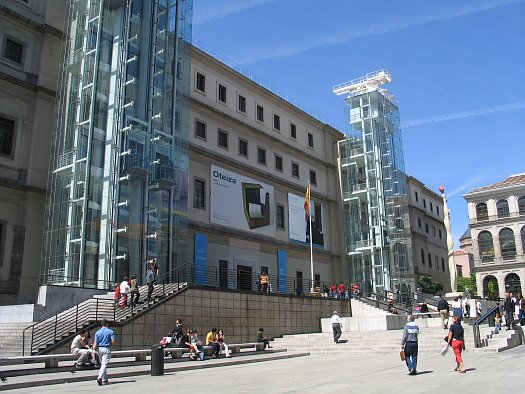
索菲亞王后國家藝術中心博物館
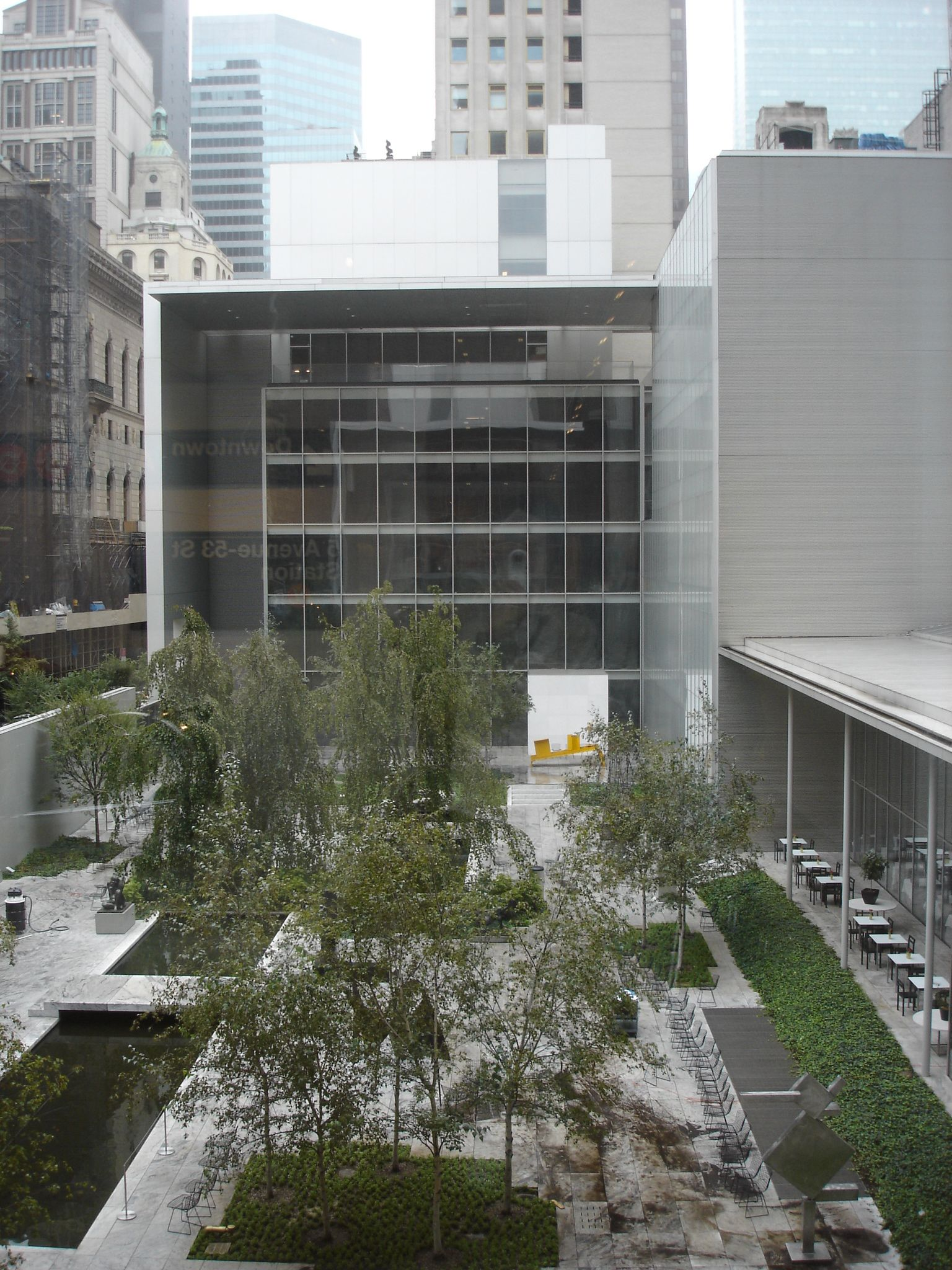
現代藝術博物館

## 列表
| 排名 | 美術館                                  | 城市       | 年参访人数 | 数据年份 | 簡介 |
| ---- | --------------------------------------- | ---------- | ---------- | -------- | --- |
| 1    | 卢浮宫                                  | 巴黎       | 8,100,000  | 2017     | 羅浮宮位於法國巴黎市中心的塞納河邊，原是法國的王宮，現在是一所博物館，常年展出的展品數量達3.5萬件，包括雕塑、繪畫、美術工藝及古代東方、古代埃及和古希臘羅馬等7個門類，主要收藏1860年以前的藝術作品與考古文物。 |
| 2    | 中国国家博物馆                          | 北京市     | 8,062,625  | 2017     | 中國國家博物館，位於中國北京市東城區東長安街16號、天安門廣場東側。總建築面積近20萬平方米，藏品數量140餘萬件，展廳數量48個，是世界上單體建築面積最大的博物館，是中華文物收藏量最豐富的博物館之一。 |
| 3    | 大都會藝術博物館                        | 纽约       | 7,350,000  | 2017     | 大都會藝術博物館位於美國紐約州紐約市曼哈頓中央公園旁，是世界上最大的、參觀人數最多的藝術博物館之一。主建築物面積約有8公頃，展出面積有20多公頃。館藏超過二百萬件藝術品，整個博物館被劃分為十七個館部。除了主館外，還有位於曼哈頓上城區的修道院博物館分馆，那裡主要展出中世紀的藝術品，以及于2016年3月开放的布劳尔分馆，用于展出现当代艺术。 |
| 4    | 梵蒂冈博物馆                            | 梵蒂冈     | 6,427,277  | 2017     | 梵蒂冈博物馆位于梵蒂冈城内，由罗马梵蒂冈大道（Viale Vaticano）可达。梵蒂冈博物馆是世界上最伟大的博物馆之一，其中的藏品是多个世纪以来罗马天主教会收集、积累的成果。1984年博物馆作为梵蒂冈城一部份被列入世界文化遗产。 |
| 5    | 大英博物馆                              | 伦敦       | 5,906,716  | 2017     | 大英博物馆是一座於英國倫敦的綜合博物館，也是世界上规模最大、最著名的博物馆之一，成立于1753年。目前博物馆拥有藏品800多万件。由于空间的限制，目前还有大批藏品未能公开展出。博物馆在1759年1月15日起正式对公众开放。 |
| 6    | 泰特現代藝術館                          | 伦敦       | 5,826,927  | 2017     | 泰特現代藝術館是位於英國倫敦的現代藝術博物館。博物館隸屬泰特美術館集團，其集團並設有泰特不列顛、泰特利物浦、泰特聖艾伍茲及泰特在線。 |
| 7    | 国家美术馆                              | 华盛顿特区 | 5,232,277  | 2017     | 國家藝廊是一座位於華盛頓特區的藝術博物館，常縮寫為NGA，隸屬於美國政府。建築物本身分為東西兩棟，靠地下通道相通。儘管該館周邊有多個史密森尼學會名下的博物館和美術館，但該館與史密森尼學會並沒有隸屬關係。 |
| 8    | 国家美术馆                              | 伦敦       | 5,229,192  | 2017     | 國家美術館是一座位於英國倫敦市中心特拉法加廣場北側的美術館。 |
| 9    | 國立故宮博物院                          | 臺北市     | 4,436,118  | 2017     | 國立故宮博物院，，也是古代中國藝術史與漢學研究機構。館舍坐落在臺北市士林區至善路2段221號和嘉義縣太保市故宮大道888號，一年可接待超過614萬人次參訪旅客，曾位列2015年全球參觀人數第六多的藝術博物館。 |
| 10   | 埃尔米塔日博物馆                        | 圣彼得堡   | 4,200,000  | 2017     | 埃尔米塔日博物馆，又譯隱士廬博物館，位于圣彼得堡的涅瓦河边，共有6座主要建筑：冬宫、小埃尔米塔日、旧埃尔米塔日、埃尔米塔日剧院、冬宫储备库、新埃尔米塔日。在这个建于18-19世纪的建筑群中，冬宫是一座主要建筑，也曾經是俄羅斯帝国沙皇的宫邸，由设计师拉斯特雷利设计并建于1754—1762年。建筑群还包括总参谋部东配楼、缅希科夫宫和不久前建成的储藏库，总面积近130万平方米。埃爾米塔日博物館共有1000個展覽廳，對公衆開放的有350個。展出的藝術品約佔全部收藏品的5%。和埃爾米塔日同等級別的博物館，如盧浮宮博物館、普拉多博物館的展覽比例爲10%。在整修之後，埃爾米塔日博物館將展覽20%的收藏品。埃爾米塔日博物館每年在國外舉辦相當多的展覽，並積極地在不同國家開設自己的分支機搆。它在倫敦、阿姆斯特丹都擁有展覽中心。每年參觀埃爾米塔日博物館的遊客人數近200萬。 |
| 11   | 索菲娅王后国家艺术中心博物馆            | 马德里     | 3,880,812  | 2017     | 索菲娅王后国家艺术中心博物馆是西班牙马德里的一座国立20世纪美术博物馆。这座美术馆于1992年9月10日正式开幕，得名于西班牙索菲娅王后。索菲娅王后艺术中心靠近阿托查车站和地铁站，位于沿着普拉多大道的所谓艺术金三角（Triángulo del Arte auch Triángulo de Oro）的南端（还包括普拉多博物馆和提森-博內米薩博物館）。 |
| 12   | 维多利亚和阿尔伯特博物馆                | 伦敦       | 3,789,748  | 2017     | 维多利亚和阿尔伯特博物馆是位于英国伦敦的工艺美术、装置及应用艺术的博物馆，成立于1852年。1899年，维多利亚女王为博物馆的侧厅举行奠基礼时，将博物馆正式更名为V＆A，以纪念她的丈夫艾伯特王夫。館藏以欧洲展品居多，但也有中国、日本、印度和伊斯兰艺术和设计的收藏，展品大部分陈列在南肯辛顿的主楼或伦敦东区的童年博物馆（Museum of Childhood）中。 |
| 13   | 国立中央博物馆                          | 首爾       | 3,476,606  | 2017     | 韩国国立中央博物馆位于韩国首尔龙山家族公园，是韩国国立博物馆的中心馆。馆藏旧石器时期到20世纪初的22万余件文物，2013年参观人数在世界藝術博物館中排名第14位。 国立中央博物馆在韩国各地有11个分馆，包括国立慶州博物館、国立光州博物館、国立全州博物館、國立扶餘博物館、国立大邱博物館、国立淸州博物館、国立金海博物館、国立濟州博物館、国立春川博物館、国立晋州博物館、国立公州博物館。 |
| 14   | 國立現代藝術博物館 ()                   | 巴黎       | 3,370,000  | 2017     | 國立現代藝術博物館是法國的國家現代美術的博物館，為龐畢度國家藝術和文化中心的組成部分，主要展區位於巴黎第四區的龐畢度中心。博物館的展區位置在歷史上曾經多次更換，展品規模位居世界第二，僅次於美國紐約的現代藝術博物館。博物館也經常更換展出的展品，博物館為巴黎知名景點與地標。 |
| 15   | 萨默塞特府                              | 伦敦       | 3,223,350  | 2017     | 萨默塞特府是英国伦敦市中心的一幢大型建筑，位于河岸街的南侧，俯瞰泰晤士河，西邻滑铁卢桥。建筑主体于1776年到1796年间完成，采用了建筑师威廉·钱伯斯爵士的新古典主义设计。在南北两侧，后来又增建了典型维多利亚式翼楼。这里最初是一幢始建于16世纪的同名建筑。 |
| 16   | 奥赛博物馆                              | 巴黎       | 3,177,842  | 2017     | 奧賽博物館是法國巴黎的近代藝術博物館，主要收藏從1848年到1914年間的繪畫、雕塑、家具和攝影作品。博物館位於塞納河左岸，和羅浮宮斜對，隔河和杜伊勒里公園相對。原來是建於1900年的火車站，是從巴黎到奧爾良鐵路的終點——奧賽車站。1939年進入巴黎的鐵路取消，車站關閉。1978年被列為受保護的歷史建築，1986年改建成為博物館，將原來存放在羅浮宮的，在國立網球場現代美術館的，以及在龐畢度藝術中心國家現代藝術博物館內的有關藏品全部集中到這裏展出。 |
| 17   | 國立新美術館                            | 東京都     | 2,986,908  | 2017     | 國立新美術館是一間位於日本東京都港區的美術館，在2007年1月21日開館，是自國立國際美術館（1977年開館）以來日本的第五間國立美術館。該館由日本文化廳國立新美術館設立準備室和行政法人國立美術館主導興建，地點位於東京大學生產研究所的舊址。美術館的樓地板面積是全日本最大，約是第二大的大塚國際美術館的1.5倍。 |
| 18   | 普拉多博物馆                            | 马德里     | 2,824,404  | 2017     | 普拉多博物館位於西班牙馬德里，是該國最大的美術館，收藏有從14世紀到19世紀來自全歐洲的繪畫、雕塑和各類工藝品，是當地最受歡迎的景點之一。由於日益增多的藏品，館藏空間已不足以展出博物館大量的收藏，博物館遂於2005年決定擴建，2007年完工，2016年又再一次的通過擴建計劃。 |
| 19   | 現代藝術博物館                          | 纽约       | 2,752,719  | 2017     | 現代藝術博物館是一所在美國紐約市曼哈頓中城的博物館，也是世界上最傑出的現代藝術收藏之一。位於曼哈頓西第53街，在第五大道和第六大道之間，此博物館經常與大都會博物館相提並論，雖館藏少於前者，但在現代藝術的領域裏，該館擁有較多重要的收藏。 |
| 20   | 莫斯科克里姆林宫博物馆                  | 莫斯科     | 2,746,405  | 2017     | |
| 21   | 東京都美術館                            | 東京都     | 2,723,955  | 2017     | 東京都美術館是位於日本東京都上野恩賜公園內的一座美術館。東京都美術館的前身是東京府美術館，開館於1926年。1971年，東京都決定改建東京都美術館。新的東京都美術館在1975年竣工。1995年，東京都現代美術館開館之後，東京都美術館主要舉辦各種公募展和企劃展。2012年，東京都美術館舉辦的法蘭德斯繪畫展是這一年世界的展覽會中參觀者最多的畫展。2018年，東京都美術館舉辦了愛德華·蒙克展。 |
| 22   | 維多利亞國立美術館                      | 墨尔本     | 2,522,696  | 2017     | 維多利亞國立美術館是一座位於澳大利亞墨爾本的公立美術館，成立於1861年，是澳洲第一座公立美術館。也是澳洲規模最大、參觀人數最多，也最古老的美術館。 |
| 23   | 史密森尼美國藝術博物館                  | 华盛顿特区 | 2,363,090  | 2017     | 史密森尼美國藝術博物館是一個位於美國華盛頓特區的博物館，屬於史密森學會，展出各種美國藝術品。建築的設計者是小詹姆斯·倫威克，建築風格是第二帝國式建築，1971年被指定為國家歷史地標。 |
| 24   | 梵高博物馆                              | 阿姆斯特丹 | 2,255,010  | 2017     | 梵高博物館位於荷蘭阿姆斯特丹博物館廣場，緊鄰着阿姆斯特丹國家博物館和阿姆斯特丹市立博物館。主要收藏荷蘭著名畫家梵高及其同時代者的作品。該館藏梵高作品數量是世界上最多的，第二多則是是荷蘭的克勒勒-米勒博物館。 |
| 25   | 烏菲茲美術館                            | 佛罗伦萨   | 2,235,355  | 2017     | 烏菲茲美術館是在意大利佛羅倫斯最有歷史及最有名的一座藝術博物館。 |
| 26   | 东京国立博物馆                          | 東京都     | 2,178,825  | 2017     | 東京國立博物館創立於1872年，是日本最早的博物館。該博物館位於日本國東京都台東區上野恩賜公園內，共有本館、表慶館、東洋館、平成館、法隆寺寶物館5展覽及資料館組成。收藏品總數為11萬件以上，其中包括日本國寶87件、重要文化財產610件（2005年7月止）。博物館由獨立行政法人國立文化財機構運作；同時，社團法人「日本工藝會」的總部也設於館內。 |
| 27   | 蘇格蘭國立博物館                        | 爱丁堡     | 2,165,601  | 2017     | 蘇格蘭國立博物館是蘇格蘭的一家博物館，成立於1985年。由蘇格蘭考古學博物館和蘇格蘭皇家博物館合併而成，位於英國蘇格蘭愛丁堡市中心。蘇格蘭國立博物館的建築於1861年開始建設，1888年竣工。博物館分為兩部分，分別收藏與蘇格蘭關聯的文物和收集自世界各地的藏品。蘇格蘭國立博物館還收藏有世界首隻複製羊多利的複製品。 |
| 28   | 阿姆斯特丹国家博物馆                    | 阿姆斯特丹 | 2,160,000  | 2017     | 阿姆斯特丹國家博物館位於荷蘭阿姆斯特丹，是荷蘭的國家博物館及規模最大的博物館，藏有史前至最新的各種展品。國家博物館研究圖書館（Rijksmuseum Research Library）是該博物館的一部分，也是荷蘭最大的公共的藝術史研究圖書館。與海牙莫瑞泰斯皇家美術館和鹿特丹博伊曼斯·范伯寧恩美術館並稱荷蘭的三大美術館。 |
| 29   | 上海博物馆                              | 上海市     | 2,087,597  | 2017     | 上海博物館是一座位於中國上海市的大型中國古代藝術博物館，館藏文物近102萬件，其中珍貴文物14萬件，尤以青銅器、陶器、瓷器、書法與繪畫為特色。上海博物館設有十三個專館，三個展覽廳。三個展覽廳不定期引進和展出海內外博物館和文物收藏機構收藏的珍貴文物和各類藝術品。 |
| 30   | 特列季亚科夫画廊                        | 莫斯科     | 2,024,000  | 2017     | 特列季亞科夫畫廊是目前世界上收藏俄羅斯繪畫作品最多的藝術博物館，位於莫斯科。特列季亞科夫畫廊藏品目前有13萬件，作品從11世紀到20世紀，包括4萬餘件17、18世紀俄羅斯聖像畫，18、19世紀俄羅斯著名畫家的作品以及蘇聯時期的許多畫家的作品。 |
| 31   | 国立民俗博物馆                          | 首爾       | 1,813,626  | 2017     | 國立民俗博物館是由美國軍政廳在1945年11月8日二戰結束後，在韓國首爾所建立的博物館。展示從史前朝鮮到1910年的韓國歷史。目前的建築是1972年依照韓國傳統歷史建築特徵所建。該建築在1986年以前是韓國國立中央博物館。後來國立中央博物館搬出，該建築被重新裝修並於1993年作為國立民俗博物館重新開館。民俗館共有3個展廳，還包括一個兒童館和一個室外展廳。 |
| 32   | 薩奇美術館                              | 伦敦       | 1,809,568  | 2017     | 薩奇美術館是位於英國倫敦的一座專門收藏現代美術的美術館。在2003春季至05年秋季之間，薩奇美術館位於泰晤士河南岸的舊大倫敦市議會的建築內。2006年，薩奇美術館一度關閉。薩奇美術館主要收藏倫敦新生代美術家的藏品，所有藏品都是查爾斯·薩奇自身的收藏。2010年，薩奇宣佈將他的藏品和美術館都捐贈給政府。 |
| 33   | 泰特不列顛                              | 伦敦       | 1,777,877  | 2017     | 泰特不列顛位於英國倫敦磨坊岸（Millbank），是泰特美術館旗下的美術館之一，主要收藏公元1500年至今的美術品。原名國立英國美術館（National Gallery of British Art）於1897年由亨利·泰特爵士建立，2000年改名泰特不列顛。 |
| 34   | 學院美術館                              | 佛罗伦萨   | 1,623,677  | 2017     | 學院美術館是位於意大利佛羅倫薩的一座美術館，也是佛羅倫薩美術學院的附屬美術館。學院美術館成立於1784年。美術館最有名的展品是大衛像。1873年，為了防止風雨的侵蝕，大衛像從舊宮前面的領主廣場搬至學院美術館展出。 |
| 35   | 芝加哥藝術博物館                        | 芝加哥     | 1,619,316  | 2017     | 芝加哥藝術博物館，以收藏大量印象派作品以及美國藝術品著稱，如莫奈、修拉、梵高、愛德華·霍普等人的作品。 |
| 36   | 蘇格蘭國家畫廊                          | 爱丁堡     | 1,600,761  | 2017     | 蘇格蘭國家畫廊是蘇格蘭國立美術館之一。蘇格蘭國家畫廊位於愛丁堡中部。其建築為新古典主義風格，由威廉·亨利·普萊費爾設計。首次對公眾開放是在1859年。蘇格蘭國家畫廊收藏了眾多蘇格蘭人美術家以及自文藝復興至20世紀初的外國藝術家的作品。 |
| 37   | 卫城博物馆                              | 雅典       | 1,590,410  | 2017     | 衛城博物館是一間位於希臘雅典衛城山下的博物館。衛城博物館於2007年開始興建，同年陸續將雅典衛城的手工藝運到博物館內，該博物館於2008年落成，並於2009年6月20日星期六開幕。於開幕日時，希臘總理科斯塔斯·卡拉曼利斯呼籲大英博物館歸還巴特農神廟的大理石雕塑。 |
| 38   | 新加坡国家美术馆                        | 新加坡     | 1,544,000  | 2017     | 新加坡國家美術館是一座坐落於新加坡市中心的美術館，於2015年11月24日開幕。該館擁有逾8,000件藝術品，主要為新加坡及東南亞的藝術收藏品。該館旨在通過各種媒體提供欣賞及了解藝文的場所，並關注新加坡的文化及史蹟與亞洲地區文化的關係。 該館由位於行政區的政府大廈和最高法院大廈兩座國家古蹟組成，耗資5億3,200萬新元翻修，總佔地面積為64,000平方米（690,000平方英尺），為新加坡目前最大的視覺藝術展示空間。 |
| 39   | 盖蒂中心 [iii]                          | 洛杉矶     | 1,451,801  | 2017     | 蓋蒂中心位於美國加利福尼亞州洛杉磯，是保羅·蓋蒂博物館和蓋蒂基金會的所在地。1997年12月16日向公眾開放，建築耗資13億美元。蓋蒂中心以其建築和花園設計為遊客所熟知，它也是俯瞰洛杉磯的絕佳地點之一。遊客可乘坐免費的纜車從山腳的停車場到達山頂的蓋蒂中心。 |
| 40   | 國立西洋美術館                          | 東京都     | 1,436,941  | 2017     | 國立西洋美術館是一間日本美術館，位於東京都台東區上野公園內，専門收藏西洋美術作品，包含印象派等19世紀與20世紀前半的畫作及雕刻。日本國立西洋美術館由獨立行政法人國立美術館營運。2008年，日本國立西洋美術館申請成為日本世界遺產，但是在2009年確定落選，後來成為日本登錄紀念物。 |
| 41   | 奥地利美景宫美术馆                      | 維也納     | 1,427,225  | 2017     | 奧地利美景宮美術館是一座設在奧地利首都維也納的美景宮內的博物館。美景宮美術館收藏的藝術品，包括從中世紀和巴洛克直到21世紀的傑作，重點是19世紀末和新藝術運動期間的奧地利畫家，展出的最有名的藝術家古斯塔夫·克林姆和埃貢·席勒。自2007年以來，博物館的主管是艾格尼絲·赫斯萊恩，原是薩爾茨堡現代藝術館的負責人。 |
| 42   | 昆士兰现代艺术画廊                      | 布里斯班   | 1,425,826  | 2017     | |
| 43   | 艺术史博物馆                            | 維也納     | 1,424,149  | 2017     | 藝術史博物館是奧地利維也納的一座博物館，設在戒指路旁富麗堂皇的大樓內，有一個圓滿的八角形穹頂，是世界上藏品最豐富的美術和裝飾藝術博物館之一。 |
| 44   | 巴黎大皇宫                              | 巴黎       | 1,412,060  | 2017     | 大皇宮位於香榭麗舍大道，是為了舉辦1900年世界博覽會所興建的展覽館，由建築師德格拉那及盧偉兩人共同建造，正面長240公尺、高43公尺。 |
| 45   | 路易威登基金会                          | 巴黎       | 1,402,245  | 2017     | |
| 46   | 皇家安大略博物館                        | 多伦多     | 1,389,696  | 2017     | 皇家安大略博物館位於加拿大安大略省多倫多市中心，是北美洲第5大博物館和加拿大最大的世界文化和自然歷史博物館。博物館於1912年4月16日由安大略省政府創立和開業於1914年3月19日，一直和多倫多大學保持着密切的關係，時常共享專家和資源。博物館收藏展品包括恐龍、礦物和隕石、近東及非洲藝術品、東亞藝術品、歐洲歷史、加拿大歷史、文化等。 |
| 47   | 澳大利亚活动影像中心                    | 墨尔本     | 1,353,176  | 2017     | |
| 48   | 新南威爾士美術館                        | 悉尼       | 1,349,000  | 2017     | |
| 50   | 蒙特婁美術館                            | 蒙特利尔   | 1,323,837  | 2017     | |
| 51   | 毕尔巴鄂古根海姆美术馆                  | 毕尔巴鄂   | 1,322,611  | 2017     | |
| 52   | 史密森尼美國藝術博物館/美國國家肖像畫廊 | 华盛顿特区 | 1,310,936  | 2017     | |
| 53   | 洛杉磯郡藝術博物館                      | 洛杉矶     | 1,306,553  | 2017     | |
| 54   | 开尔文格罗夫美术馆和博物馆              | 格拉斯哥   | 1,304,072  | 2017     | |
| 55   | 普希金博物館                            | 莫斯科     | 1,301,832  | 2017     | |
| 56   | 克拉科夫國家博物館                      | 克拉科夫   | 1,278,210  | 2017     | |
| 57   | 國家肖像館                              | 伦敦       | 1,271,920  | 2017     | |
| 58   | 歐洲和地中海文明博物館                  | 马赛       | 1,255,000  | 2017     | |
| 59   | 巴西銀行文化中心                        | 巴西利亚   | 1,229,432  | 2017     | |
| 60   | 波士頓美術館                            | 波士顿     | 1,226,431  | 2017     | |
| 61   | 國立現代美術館                          | 首爾       | 1,218,504  | 2017     | |
| 62   | 达利戏剧博物馆                          | 菲格拉斯   | 1,207,149  | 2017     | |
| 63   | 布朗利河岸博物館                        | 巴黎       | 1,173,712  | 2017     | |
| 64   | 小皇宮                                  | 巴黎       | 1,171,220  | 2017     | |
| 65   | 聖天使城堡                              | 罗马       | 1,155,244  | 2017     | |
| 66   | 赫须宏博物馆                            | 华盛顿特区 | 1,131,886  | 2017     | |
| 67   | 米兰王宫                                | 米蘭       | 1,119,607  | 2017     | |
| 68   | 旧金山现代艺术博物馆                    | 旧金山     | 1,113,984  | 2017     | |
| 69   | 香港文化博物館                          | 香港       | 1,106,419  | 2017     | |
| 70   | 笛洋美术馆                              | 旧金山     | 1,099,854  | 2017     | |
| 71   | 惠特尼美国艺术博物馆                    | 纽约       | 1,095,058  | 2017     | |
| 72   | 休士頓美術館                            | 休斯敦     | 1,082,255  | 2017     | |
| 73   | 國立現代美術館                          | 德壽宮     | 1,071,606  | 2017     | |
| 74   | 愛爾蘭國立美術館                        | 都柏林     | 1,065,929  | 2017     | |
| 75   | 索馬亞博物館                            | 墨西哥城   | 1,064,460  | 2017     | |
| 76   | 澳大利亞當代藝術博物館                  | 悉尼       | 1,061,311  | 2017     | |
| 77   | 皇家艺术研究院                          | 伦敦       | 1,049,962  | 2017     | |
| 78   | 畢加索博物館 (巴塞羅那)                 | 巴塞罗那   | 1,046,190  | 2017     | |
| 79   | 安大略美术馆                            | 多伦多     | 1,023,436  | 2017     | |